# 1831 w muzyce
Wydarzenia muzyczne w 1831 roku.

## Wydarzenia
- 24 stycznia – w Mediolanie odbyła się premiera „Cantata for the Wedding of Ferdinand of Austria” Gaetana Donizettiego[1][2]
- 6 marca – w mediolańskim Teatro Carcano miała miejsce prapremiera opery Lunatyczka Vincenza Belliniego[1][2]
- 7 marca – w paryskim Théâtre Ventadour miała miejsce prapremiera opery Le morceau d'ensemble Adolphe’a Adama[1][2]
- 3 maja – w paryskim Théâtre Ventadour miała miejsce prapremiera opery Zampa, ou La fiancée de marbre Ferdinanda Hérolda[1][2]
- 15 maja – w Bergamo odbyła się premiera „Messa di San Alessandro” Johanna Simona Mayra[1][2]
- 30 maja – w neapolitańskim Teatro San Carlo miała miejsce prapremiera opery Francesca di Foix Gaetana Donizettiego[1][2]
- 18 czerwca – w neapolitańskim Teatro del Fondo miała miejsce prapremiera opery La romanziera e l'uomo nero Gaetana Donizettiego[1][2]
- 20 czerwca – w paryskiej Salle Le Peletier miała miejsce prapremiera opery Le philtre Daniela Aubera[1][2]
- 9 lipca – w paryskim Théâtre Ventadour miała miejsce premiera opery Le grand prix ou Le voyage à frais communs Adolphe’a Adama[1][2]
- 27 lipca – w Panteonie w Paryżu miała miejsce prapremiera „Hymne aux morts de juillet” Ferdinanda Hérolda[1][2]
- 31 października – w paryskim Théâtre Ventadour miała miejsce prapremiera opery La marquise de Brinvilliers L. Cherubiniego, F.A. Boieldieu, D. Aubera, F. Hérolda, H.M. Bertona, F. Paëra, D.A. Battona, F. Blanginiego oraz M. Carafy[1][2]

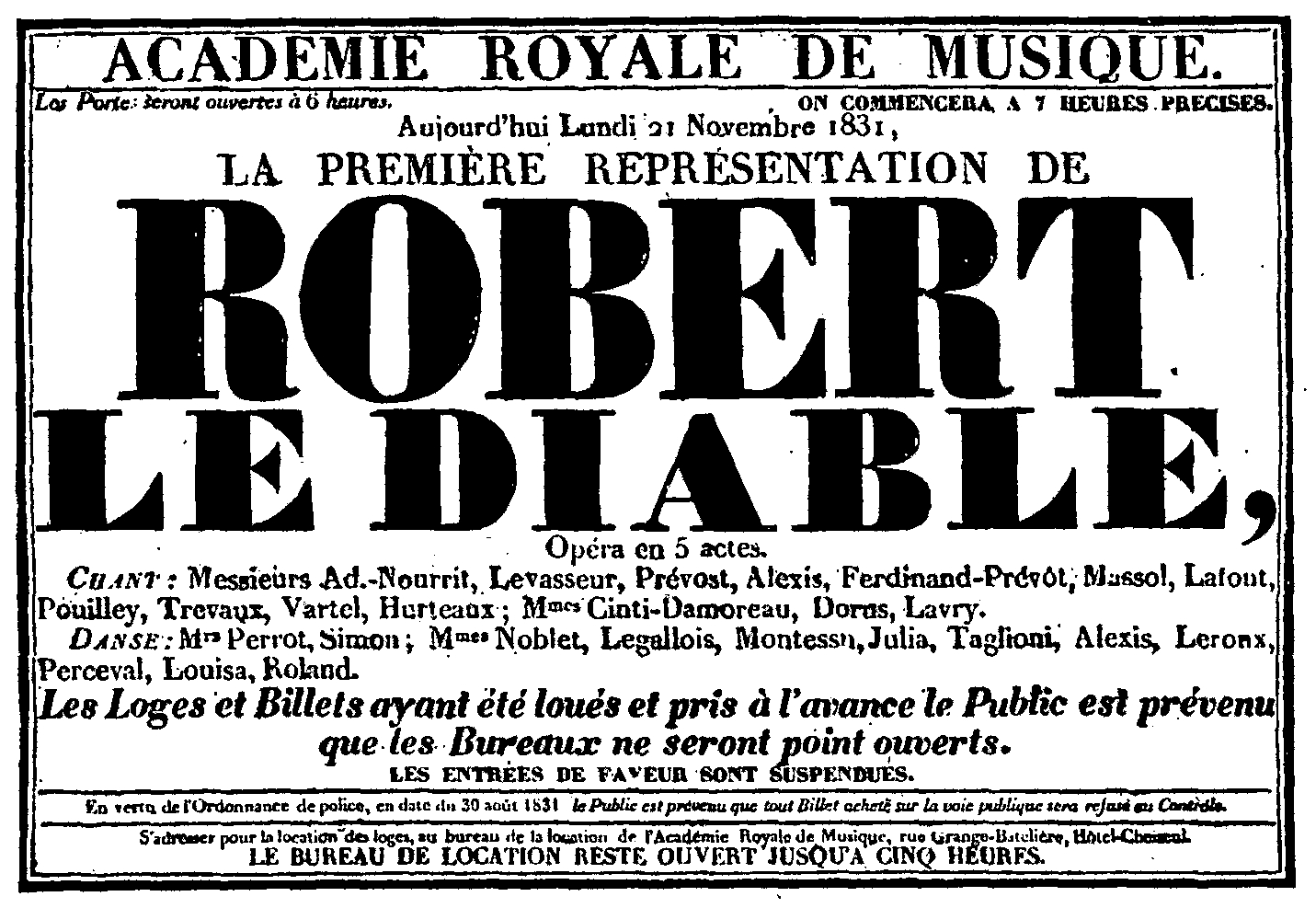
Plakat prawykonania opery Robert Diabeł Giacoma Meyerbeera 21 listopada 1831 w Académie Royale de Musique

- 21 listopada – w Operze paryskiej miała miejsce prapremiera opery Robert Diabeł Giacoma Meyerbeera[1][2]
- 1 grudnia – w paryskim Théâtre des Nouveautés miała miejsce prapremiera opery Casimir, ou Le premier tête-à-tête Adolphe’a Adama[1][2]
- 25 grudnia – w lipskim Royal Saxon Hoftheater miała miejsce premiera „Concert Overture no.1 in d” WWV 20 Richarda Wagnera[1][2]

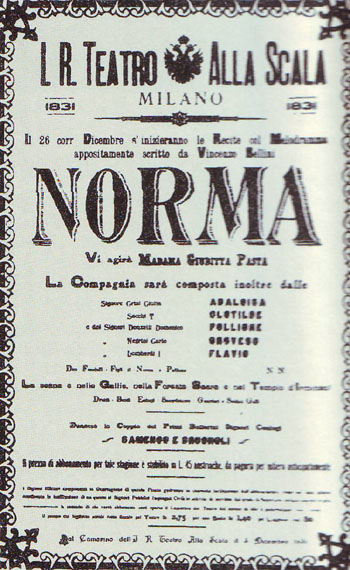
Plakat prawykonania opery Norma Vicenza Belliniego 26 grudnia 1831 w mediolańskiej La Scali

- 26 grudnia – w mediolańskiej La Scali odbyła się prapremiera opery Norma Vicenza Belliniego[1][2]

## Urodzili się
- 15 stycznia – Albert Niemann, niemiecki śpiewak operowy (tenor) (zm. 1917)
- 21 lutego – Henri Meilhac, francuski dramaturg i librecista (zm. 1897)
- 23 lutego – Felicita Vestvali, niemiecka śpiewaczka operowa i aktorka (zm. 1880)
- 26 lutego – Filippo Marchetti, włoski kompozytor operowy (zm. 1902)
- 14 marca – Leopold Leon Lewandowski, polski kompozytor muzyki ludowej i tanecznej o popularności europejskiej, skrzypek (zm. 1896)
- 15 kwietnia – Rudolf Strobl, polski pianista i pedagog muzyczny pochodzenia niemieckiego (zm. 1915)
- 16 maja – David Edward Hughes, amerykański fizyk i wynalazca, muzyk i pedagog muzyczny pochodzenia brytyjskiego (zm. 1900)
- 28 czerwca – Joseph Joachim, węgierski skrzypek-wirtuoz, dyrygent, kompozytor (zm. 1907)
- 17 lipca – Therese Tietjens, niemiecka śpiewaczka operowa (sopran) (zm. 1877)
- 13 sierpnia – Salomon Jadassohn, niemiecki pianista, kompozytor i teoretyk muzyki (zm. 1902)
- 28 sierpnia – Ludvig Norman, szwedzki kompozytor, pianista, dyrygent i pedagog muzyczny (zm. 1885)
- 8 października – Michał Jelski, polski skrzypek, kompozytor, publicysta muzyczny, ziemianin (zm. 1904)
- 10 grudnia – Philippe Gille, francuski dramaturg i librecista operowy (zm. 1901)
- 25 grudnia – Johann von Herbeck, austriacki kompozytor i dyrygent (zm. 1877)

## Zmarli
- 6 stycznia – Rodolphe Kreutzer, francuski skrzypek, kompozytor, nauczyciel i dyrygent(ur. 1766)
- 8 stycznia – Franz Krommer, czeski kompozytor muzyki klasycznej (ur. 1759)
- 27 lutego – Józef Kozłowski, polski pianista i kompozytor (ur. 1757)
- 13 kwietnia – Ferdinand Kauer, austriacki kompozytor (ur. 1751)
- 24 maja – Benjamin Carr, amerykański kompozytor, wydawca i organista (ur. 1768)
- 16 czerwca – Joseph Ignaz Schnabel, niemiecki kompozytor, organista, skrzypek i pedagog (ur. 1767)
- 23 czerwca – Mateo Albéniz, hiszpański kompozytor (ur. 1755)
- 24 lipca – Maria Szymanowska, polska pianistka i kompozytorka (ur. 1789)
- 23 września – Louis Nourrit, francuski śpiewak operowy (tenor) (ur. 1780)
- 6 października – Antoni Habel, polski kompozytor i skrzypek okresu klasycyzmu (ur. 1760)
- 30 października – Agnieszka Truskolaska, polska aktorka i śpiewaczka (ur. 1755)
- 14 listopada – Ignaz Pleyel, austriacki kompozytor (ur. 1757)